# Доктор Уотсън
Доктор Джон Уотсън (на английски: Dr John Hamish Watson) е литературен герой от книгите на Артър Конан Дойл. В повечето разкази повествованието се води от негово име.
Близък приятел и помощник на Шерлок Холмс при разрешаването на криминалните случаи, които разплита, но повече с ентусиазма и верността си, отколкото с някакви прояви на интелигентност. Всъщност е много недосетлив човек и с това често служи за забавление на находчивия си приятел.

## Биография
За живота на Уотсън преди да срещне Шерлок Холмс не се знае много. Роден е на 7 юли 1854. Самият той в разказа „Етюд в червено“ (първата книга от поредицата за Шерлок Холмс) обяснява, че е завършил медицина в Лондонския университет през 1878, а след това постъпва в армията като хирург. Взима участие във Втората англо-афганска война и в Битката при Майванд (1880) е ранен, а впоследствие се разболява и от коремен тиф и е върнат обратно в Англия.
През 1881 чрез свой приятел се запознава с Шерлок Холмс (доста ексцентричен и загадъчен студент по медицина, който се оказва частен детектив), който по това време си търси съквартирант и се нанася при него на прочутия адрес Бейкър стрийт 221Б. В разказа „Знакът на четиримата“, действието на който се развива през 1887 г. се среща с Мери Морстен, за която се сгодява и впоследствие се жени. След като тя умира през 1892 г., Уотсън се връща да живее обратно в квартирата на Холмс.
Артър Конан Дойл описва своя герой като физически здрав (як), с ръст малко над средния, широк врат и тънък мустак. В младостта си Уотсън е бил атлет и е играл ръгби.

## В популярната култура
- Известната фраза „Елементарно, Уотсън“ (в смисъл - елементарно, но не и за Уотсън), използвана от Шерлок Холмс, не се среща в нито една от книгите на Артър Конан Дойл.
- В телевизионния сериал Д-р Хаус, приятелят на главния герой д-р Джеймс Уилсън е директна препратка към образа на д-р Джон Уотсън (както д-р Хаус е препратка към Шерлок Холмс). Освен сходството в имената д-р Уилсън е единствения близък приятел на Хаус и помощник в разрешаването на сложните случаи.
- В произведенията за Батман, образът на Робин също е заимстван от този на Уотсън.
- Една от програмите дебъгер на Microsoft Windows е наречена Dr. Watson.
- В чест на д-р Уотсън е наречен астероид открит през 1983.
- Сред актьорите изпълнявали ролята на Уотсън в многобройните екранизации са Бен Кингсли, Робърт Дювал, Джуд Лоу, Витали Соломин, Мартин Фрийман.